# Furtho
Furtho – średniowieczna wieś (dawno niezamieszkana) w Anglii, w hrabstwie Northamptonshire, w dystrykcie (unitary authority) West Northamptonshire. Leży 18 km na południe od miasta Northampton i 82 km na północny zachód od Londynu.